# Asklanda församling
Asklanda församling är en församling i Vårgårda pastorat i Kullings kontrakt i Skara stift. Församlingen ligger i Vårgårda kommun i Västra Götalands län.

## Administrativ historik
Församlingen har medeltida ursprung.
Församlingen var till 2002 annexförsamling i pastoratet Nårunga, Skogsbygden, Ljur, Ornunga, Kvinnestad och Asklanda. Från 2002 ingår församlingen i Vårgårda pastorat och 2006 införlivades i denna församling Ornunga och Kvinnestads församlingar.

## Kyrkor
- Asklanda kyrka
- Kvinnestads kyrka
- Ornunga gamla kyrka
- Ornunga kyrka